# Pierre Petit
Pierre Petit (ur. 27 września 1957 roku w Guéret) – francuski kierowca wyścigowy.

## Kariera
Petit rozpoczął karierę w międzynarodowych wyścigach samochodowych w 1980 roku od startów w Europejskiej Formule 3, Francuskiej Formule 3 oraz Niemieckiej Formule 3. Jedynie w edycji francuskiej zdobywał punkty. Z dorobkiem pięciu punktów uplasował się tam na dwunastej pozycji w klasyfikacji generalnej. W późniejszych latach pojawiał się także w stawce Grand Prix Monako, Europejskiej Formuły 2, European Touring Car Championship, IMSA Camel Lights, Peugeot 905 Spider Cup, 24-godzinnego wyścigu Le Mans, Belgian Procar oraz V de V Challenge Endurance Moderne.
W Europejskiej Formule 2 Francuz startował w latach 1983-1984. W pierwszym sezonie startów w żadnym z dziesięciu wyścigów, w których wystartował, nie zdołał zdobyć punktów. Rok później Petit raz stanął na podium. Uzbierane dziesięć punktów pozwoliło mu uplasował się na dziewiątym miejscu w końcowej klasyfikacji kierowców.